# Thania Paffenholz
 (juin 2016).
Thania Paffenholz, née le 2 février 1965 à Cologne en Allemagne, est une chercheuse et conseillère politique travaillant sur les processus de paix. 
Elle est directrice de l'organisation Inclusive Peace (anciennement Inclusive Peace & Transition Initiative au sein de l’Institut de hautes études internationales et du développement (IHEID) de Genève). Thania Paffenholz a mené des recherches sur les processus de paix pendant près de vingt ans et été conseillère lors des négociations de paix au Mozambique, en Angola, en Somalie, au Kenya, en Ouganda, au Soudan du Sud, au Mali, en Afghanistan, au Népal, au Sri Lanka, à Myanmar, au Yémen, en Égypte, au Salvador ou encore en Colombie. Elle a reçu le prix international Wihuri en 2015 pour son travail de chercheuse en soutien à la paix.

## Biographie
Thania Paffenholz trouve ses origines en Europe, en Afrique et en Asie et vit en Suisse. Elle a obtenu un doctorat en relations internationales de l’Université Johann Wolfgang Goethe de Francfort-sur-le-Main en 1996 sur la théorie et la pratique de la médiation et de la construction de la paix dans les conflits armés. Entre 1992 et 1996, elle est chercheuse au Peace Research Institute Frankfurt et participe à plusieurs missions onusiennes en Afrique. 
De 1996 à 2000, elle travaille comme conseillère en consolidation de la paix auprès de l’Envoyé spécial de l’Union Européenne en Somalie. Elle devient ensuite directrice fondatrice du Centre de promotion de la paix à Swisspeace à Berne, conseillant le Département fédéral des affaires étrangères du gouvernement Suisse. Depuis 2005, Thania Paffenholz dirige des projets de recherche au sein de l’Institut de hautes études internationales et du développement (IHEID) de Genève tout en conseillant des organisations internationales telles que l’Organisation des Nations Unies, l’ Organisation de coopération et de développement économiques, l'Organisation pour la sécurité et la coopération en Europe, des gouvernements et des organisations non gouvernementales.

## Projets de recherche

### Élargir la participation dans les négociations politiques
Depuis 2011, Thania Paffenholz mène une analyse comparative de plus de quarante processus de paix et de transition politique, en s’intéressant au rôle, aux modalités d’inclusion et à l’impact de différents acteurs impliqués dans les négociations, notamment aux groupes de la société civile, aux femmes, aux minorités, aux partis politiques et aux groupes armés. Ces recherches ont servi de base à des travaux des Nations unies, notamment à l’étude globale des Nations unies sur les progrès parcourus depuis l'adoption en l'an 2000 de la résolution 1325 sur les femmes, la paix et la sécurité  et au document de travail du groupe d'étude de haut niveau des Nations unies sur les opérations de paix onusiennes.

### Société civile et consolidation de la paix
De 2005 à 2010, Thania Paffenholz a mené un projet de recherche sur le rôle de la société civile dans la consolidation de la paix, qui aboutit à la publication du livre Civil Society and Peacebuilding: A Critical Assessment (2010). 

## Présence médiatique
- (fr) Le Temps (quotidien suisse)[7]
- (fr) Swissinfo [8]
- (fr) Radio télévision suisse [9]
- (de) Tagesschau [10]

## Ouvrages
- (fr) Construire la paix sur le terrain; Mode d’emploi, Bruxelles: Groupe de recherche et d'information sur la paix et la sécurité, 2000.
- (en) Unpacking the 'Local Turn' in Peacebuilding: A Critical Assessment towards an Agenda for Further Research, Third World Quarterly, 2015, 36:5, 857-874.
- (en) Civil society and Peace Negotiations: Beyond the inclusion-exclusion dichotomy, Negotiation Journal (30) 1er janvier 2014, 69-91.
- (en) International Peacebuilding Goes Local: Analysing Lederach’s Conflict Transformation Theory and its Ambivalent Encounter with 20 years of Practice, Peacebuilding, Taylor and Francis (2), 1er janvier 2014, 11-27.
- (en) Civil Society and Peacebuilding: A Critical Assessment, Boulder: Lynne Rienner Publishers, 2010.
- (en) Civil Society and Peacebuilding, CCDP Working Paper 4, Genève, 2009
- (en) Aid for Peace: A Guide to Planning and Evaluation for Conflict Zones, Baden-Baden: Nomos, 2007.
- (en) Peacebuilding: A Field Guide, avec Luc Reychler, Boulder: Lynne Rienner Publishers, 2000.